# Jorge Soto Del Corral
Jorge Soto Del Corral (Bogotá, 6 de abril de 1904 - Ibidem, 28 de junio de 1955) fue un político y académico colombiano, integrante del Partido Liberal que ocupó varios cargos públicos entre ellos la Alcaldía de Bogotá, los ministerios de Agricultura, Hacienda y Relaciones exteriores y una curul en la Cámara de Representantes por Cundinamarca.

## Biografía
Jorge Soto Del Corra nació en Bogotá el 6 de abril de 1904, descendiente por línea paterna de Francisco de Soto, brillante secretario de hacienda del siglo XIX en cuyo honor se designó la provincia que lleva su apellido en el Departamento de Santander, y del prócer antioqueño Juan del Corral. Hizo estudios secundarios en el Colegio Araújo. Se graduó como abogado de la Sede Principal de la Universidad Libre (Colombia) en 1926. Especializado en derecho mercantil, Soto del Corral asumió la gerencia del Banco de Colombia. Posteriormente fue fundador y director de la Bolsa de Bogotá y miembro de la Junta Directiva del Banco de la República. Fue rector de su álma máter, profesor y decano de derecho de la Universidad Nacional de Colombia.

## Trayectoria pública

### Gobierno de Alfonso López Pumarejo
En 1934 fue llamado a ocupar la secretaría del Ministerio de Gobierno por el presidente Alfonso López Pumarejo, quien luego lo nombró ministro de agricultura y ministro de hacienda, último cargo en el que impulsó una reforma tributaria reconocida por su carácter progresivo y que estuvo vigente por más de dos décadas. Cerca de finalizar el mandato de López, Del Corral fue canciller de la República.

### Municipio de Bogotá
Del Corral fue concejal y presidente del Cabildo de Bogotá. En 1944, el gobernador Parmenio Cárdenas lo nombró como Alcalde Mayor de la ciudad capital. Convencido de la necesidad de crear la jurisdicción del Distrito Especial para Bogotá, Del Corral renunció a la Alcaldía el mismo año en que asumió el cargo para aspirar a la Cámara de Representantes, donde podía llegar a materializar su iniciativa. Le sucedió su secretario de Gobierno, el señor Paredes Gómez.

### Atentado y muerte
En representación de Cundinamarca, Jorge Soto Del Corral estaba presente el 8 de septiembre de 1949 en el Capitolio cuando se presentó el tiroteo en plena sesión de la Cámara baja protagonizado por los congresistas Carlos Del Castillo y Gustavo Jiménez Jiménez, que dejó muerto al segundo herido a Del Corral en una pierna. Aunque la lesión no le comprometió órganos vitales, Del Corral sufrió una trombosis de la que nunca se recuperó, quedando postrado hasta la mañana del 28 de junio de 1955, cuando falleció en la ciudad de Bogotá. Su cuerpo fue sepultado en el Cementerio Central de la capital con concurrida asistencia de ciudadanos liberales.